# Carlos Cano y Núñez
Carlos Cano y Núñez (Murcia, 1846-Murcia, 1922) fue un escritor español.

## Biografía

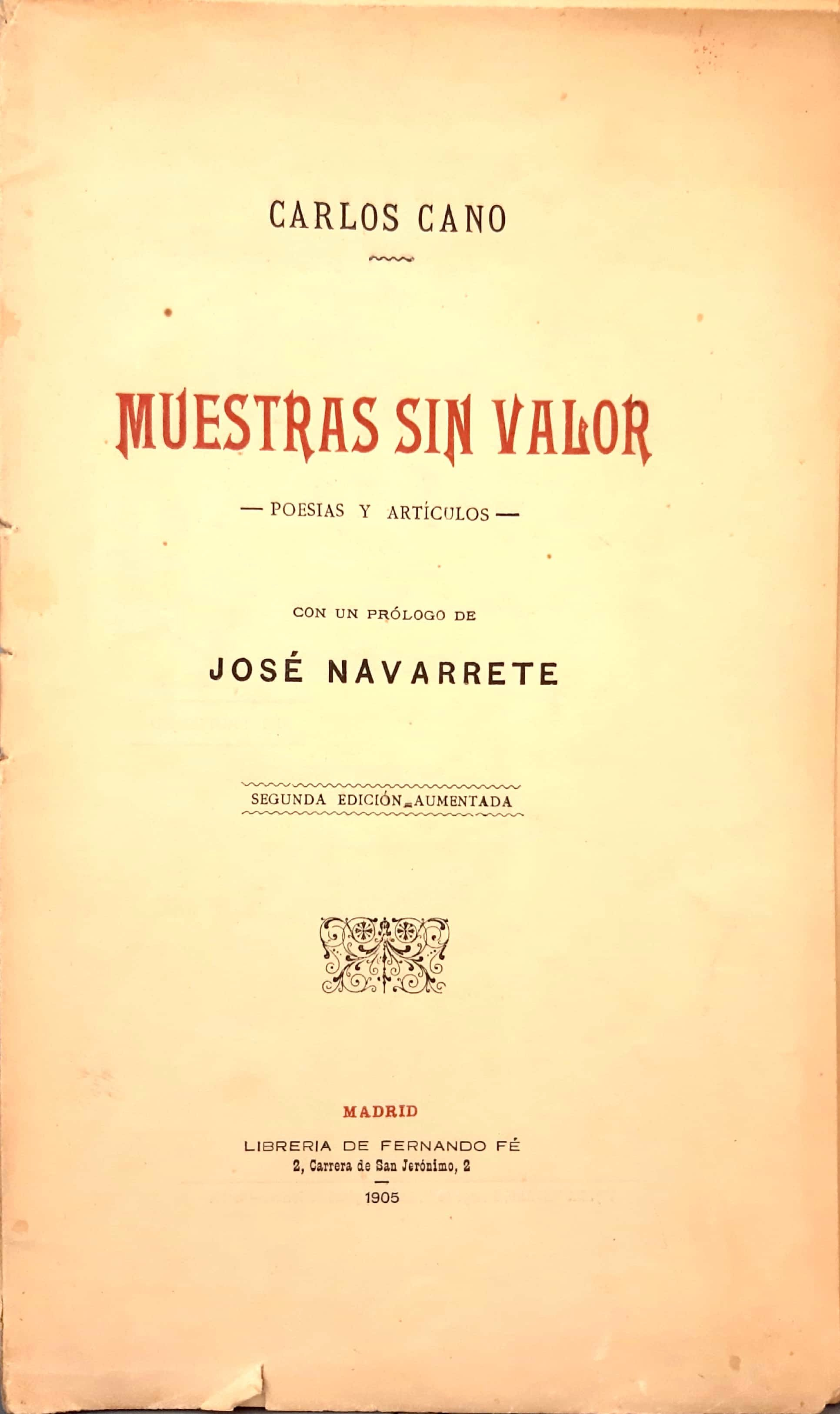
Muestras sin valor (1905)

Nació en Murcia el 19 de octubre de 1846. Jefe del arma de artillería, fue premiado en numerosos certámenes públicos. Fue autor de obras literarias y colaborador de El Cascabel, El Sainete, La Ilustración Española y numerosos semanarios de literatura.
En 1897 dirigía El Mosaico de Murcia. Colaboró también en Barcelona Cómica (1895-1896), El Gato Negro (1897-1898), Actualidades (1902), La Música Ilustrada (1902), Álbum Salón (1902-1903), Pluma y Lápiz (1902) y Gente Vieja (1903). Falleció el 1 de agosto de 1922 en Murcia.